# 大倉みゆ
大倉 みゆ（おおくら みゆ、1997年5月10日 - ）は、日本のAV女優。

## 略歴・人物
群馬県出身。趣味はカラオケ、特技はフラフープ。
2016年7月、マックス・エーの専属女優としてAVデビュー。
2017年より専属を離れ企画単体女優となり、その後活動を休止。
2019年より「七星ここ（ななほし ここ）」としてAV女優の活動を再開。

## 出演作品

### アダルトDVD
2016年
- 新人DEBUT!! 透明感が魅力の未開発美少女（7月13日、マックス・エー）
- 未開発美少女初イキ!! イカセチャレンジ3本番（8月25日、マックス・エー）
- 一度は経験してみたい!! 美少女泡姫桃源郷（9月25日、マックス・エー）
- NTR 本当の恋人 〜寝取られ女子校生物語〜（10月25日、マックス・エー）共演:白咲ゆず、ももき希
- 大倉みゆが行く!! 突撃路上逆ナンパDX 目指せ!肉食系女子!! 丸の内編（11月25日、マックス・エー）

2017年
- マジックミラー号 高学歴女子大生が超絶デカチ○ポに赤面フェラ! 最後はやさしすぎてキツキツおマ○コに巨根丸ごと挿入! in目白（1月6日、SODクリエイト）※「えみ」名義　他出演:ゆな、さやか、あさみ、なな、りさ、あき、まりこ、さくらこ、つばさ
- 「AV撮影」募集に群がるS級素人たち 2（1月13日、S級素人）他出演:さくらみゆき、岡沢リナ、初音ろりあ
- 媚薬塗りコンドームでハンドルフェラされ何度もイカされる萌えツインテール店員（1月20日、DOC）※「みゆにゃん」名義　他出演:えまにゃん、りこる
- 本気で赤面する、美少女の放尿!! 失禁解禁!（1月25日、マックス・エー）
- 内見中の物件でセックスさせてくれる不動産営業ヤリマンちゃん（2月1日、ヤリマン伝説）※「大黒みゆ」名義
- 生中出し若妻ナンパ! 24（2月10日、S級素人）他出演:白石りん、さくらみゆき、なるせみらい、岡沢リナ
- 僕を疑い、恥をかかせた強気で生意気な女子校生を全裸にして謝罪要求!それでも自分の非を認めたくないのか!?チ○コを挿れてもツン顔でイキ我慢! 2（4月19日、DOC）他出演:矢澤美々、羽田美夢
- 人妻ナンパ自宅中出し×PRESTIGE PREMIUM 01 欲求不満な人妻5名 in 目黒・新宿（3月3日、プレステージ）他出演:成海夏季、若菜まゆ、堀越なぎさ ほか
- 兄貴の彼女をスケベになる媚薬で寝取って中出し（3月25日、メロウムーン）
- JKパンコキ!? 脱ぎたてほかほかパンティで僕のチ○ポをシゴいて下さい!（4月7日、DOC）※「わかこ」名義　他出演:さき、のどか、かな、あんな、かおり、あみ、ゆきな、ともみ
- YOUはナニしに東京へ? 2（5月26日、S級素人）他出演:唯川千尋、玉城マイ

2019年
- 満員電車で男子学生集団の3分間イカせゲームに巻き込まれ立てなくなるほど連続アクメさせられた女（12月26日、ナチュラルハイ）他出演:河北はるな、星川凛々花
- 生徒会長の座を狙うヤリマン女子校生の中出し肉弾選挙戦!!（12月27日、ムーディーズ）共演:稲場るか、永瀬ゆい、大浦真奈美、冬愛ことね、五十嵐星蘭、水無瀬怜奈、相澤ゆりな、浅倉真凛、夏原唯

### アダルトVR
- 悪徳AVプロデューサーになろうVR! 面接にきた美少女に何も知らないのをいいことにエロイ事を散々させて最後はナマ中出ししちゃうゲスの極み!!（2019年12月3日、4K VR）

### アダルトサイト
「MGS動画」
2016年
- ナンパ連れ込み、隠し撮り 215（12月2日、ナンパTV）
- 街行くセレブ人妻をナンパしてAV自宅撮影!⇒中出し性交! celeb.3 旦那は浮気中!?マジメ系童顔若奥様は浮気セックスに興味が出てくるお年頃 in 新宿（12月31日、プレステージプレミアム）

2017年
- 何も知らないでやって来た透明感が魅力なAV志望の二十歳の女子（10月17日、投稿マーケット素人イッてQ）
- マッサージ店の美人セラピストと×××!（10月28日、投稿マーケット素人イッてQ）
- デンマもバイブも解らないウブな人妻（11月5日、投稿マーケット素人イッてQ）

2019年
- 乱交は楽しい!そして乱交をすることで彼氏への愛が深まる!大勢の男優に囲まれて興奮!へんたいかっぷるディスカバリー:みれいさん(仮名)（9月2日、プレステージプレミアム）
- 【中出し個人撮影】きらり/20歳/アイス屋さん/10年に一人の逸材/スーパー美少女/激イキ/どエロボディ/パイパン/パイズリ/じゅぽフェラ/口内射精/3発射/デート/新宿/お風呂場プレイ（9月23日、なまなま.net）
- ラグジュTV 1168 可愛らしいルックスとは裏腹にいやらしい欲望に支配された絵画バイヤー。様々な体位からのピストンでオマ○コを刺激され満たされゆく欲望に恍惚の表情で喘ぎ散らす!（10月14日、ラグジュTV）※「暁聖來」名義

「FANZA」
2017年
- みゆ（1月9日、俺の素人）

「SOD」
2019年
- SOD女子社員 新ゲーム企画部 顔面騎乗 熱湯ぶっかけ声我慢!（12月6日、SODクリエイト）※「新海珠理奈」名義　他出演:赤堀真凛、若生鈴蘭、川合ちほ

2020年
- SOD女子社員 新ゲーム企画部 痴漢電車!? 股の中身はなんじゃろな?（1月3日、SODクリエイト）※「新海珠理奈」名義　他出演:赤堀真凛、里美真由香、長澤夏恋